# Aucamville (Alto Garona)
Aucamville é uma comuna francesa na região administrativa da Occitânia, no departamento do Alto Garona. Estende-se por uma área de 3.96 km², com 8.691 habitantes, segundo o censo de 2018, com uma densidade de 2.200 hab/km².